# Esperanza Hernández Angulo
Esperanza Lucila Hernández Ângulo (Cuba, 1951) es una física, y profesora cubana radicada en Brasil con investigaciones en biotecnología.

## Biografía
En 1980, obtuvo la licenciatura en física por el Instituto Superior Pedagógico Juan Marinello Vidaurreta, ubicado en Matanzas (Cuba); un máster en Docencia Universitaria e Investigación, con la defensa de la tesis de maestría "A relación de la Física con la carrera de ingenieria industrial", supervisada por la doctora Josefina Diosdada Barrera Kalhil, en la Universidad de Matanzas, también en Cuba, en el año de 2005.
En noviembre de 2017, ella obtuvo el doctorado en Biodiversidad y Biotecnología, por la Universidad Federal de Acre con la defensa de la tesis doctoral "Caracterização químico-física e espectroscópica do óleo da gordura visceral de Arapaima gigas: nanoemulsões, ensaios in vitro" ("Desenvolvimento de sistemas nanoemulsionados em base do óleo de gordura visceral de Arapaima gigas e avaliação in vitro"), supervisada por el doctor Anselmo Fortunato Ruiz Rodríguez.
Actualmente es profesora en la Universidad Federal de Acre - UFAC en Rio Branco (Acre, Brasil). Ella es una científica con experiencia en el área de física, que actúa sobre los temas: Biotecnología en el crecimiento de plantas in vitro con radiaciones láser y sobre la interdisciplinariedad de la Física.
Su contribución a la ciencia se produjo en el contexto de las aplicaciones biotecnológicas en las industrias alimentaria, farmacéutica y cosmética, al demostrar la estabilidad y toxicidad de nanoemulsiones que contienen aceite extraído de la grasa visceral del pez Pirarucú (Arapaima gigas).

## Principales publicaciones

### Libros
- Tópicos em Biotecnologia e Biodiversidade: pesquisa e inovação na Amazonia Sul Ocidental. Rio Branco: Edufac, 2017. (publicado en portugués en coautoria con FARIAS, F.E.D.V.; SILVA, M.M.; RODRIGUEZ, A.F.R.)

### Artículos científicos
- "Pesquisas metodológicas acerca da organização e desenvolvimento de um congresso virtual de Física na Amazônia Ocidental". Revista Educar Mais 6: 840-865, 2022 (en coautoria con Santos, T. de J., Moreira Lima, C. H., da Silva, M. C., & Santos, B. M.)
- "Caracterização físico-química de amostras do mel de abelhas nativas". Revista Scientia Naturalis 6: 840-865, 2021 (en coautoria con Santos, F. C. F. dos, & Santos, M. E. C. dos) Caracterização físico-química de amostras do mel de abelhas nativas, 2021.

- Portal:Biografías. Contenido relacionado con Física.